# Liste der Nummer-eins-Hits in Polen (2007)
Diese Liste enthält alle Nummer-eins-Hits in Polen im Jahr 2007. Es gab in diesem Jahr 19 Nummer-eins-Alben.
| Alben |
| --- |
| - Zbigniew Książek & Piotr Rubik – Psałterz Wrześniowy - 13 Wochen (6. November 2006 – 4. Februar 2007) - Dlaczego nie! (Soundtrack) - 1 Woche (5. Februar – 11. Februar) - Norah Jones – Not Too Late - 1 Woche (12. Februar – 18. Februar) - Nelly Furtado – Loose - 7 Wochen (19. Februar – 8. April, insgesamt 10 Wochen) - Ayọ – Joyful - 3 Wochen (9. April – 29. April) - Nelly Furtado – Loose - 3 Wochen (30. April – 20. Mai, insgesamt 10 Wochen) - Anna Maria Jopek – ID - 3 Wochen (21. Mai – 10. Juni, insgesamt 4 Wochen) - Katarzyna Nosowska – UniSexBlues - 1 Woche (11. Juni – 17. Juni, insgesamt 2 Wochen) - Anna Maria Jopek – ID - 1 Woche (18. Juni – 24. Juni, insgesamt 4 Wochen) - Katarzyna Nosowska – UniSexBlues - 1 Woche (25. Juni – 1. Juli, insgesamt 2 Wochen) - Kombii – Ślad - 1 Woche (2. Juli – 8. Juli) - Verschiedene Interpreten – The Best Disco... Ever! - 3 Wochen (9. Juli – 29. Juli) - Verschiedene Interpreten – RMF FM Najlepsza muzyka pod słońcem - 1 Woche (30. Juli – 5. August) - Dorota Rabczewska – Diamond Bitch - 5 Wochen (6. August – 9. September) - Verschiedene Interpreten – RMF FM Najlepsza muzyka na imprezę - 1 Woche (10. September – 16. September) - IRA – Londyn 08:15 - 1 Woche (17. September – 23. September) - happysad – Nieprzygoda - 1 Woche (24. September – 30. September) - Amy Winehouse – Back to Black - 1 Woche (1. Oktober – 7. Oktober, insgesamt 2 Wochen; → 2011) - Raz, dwa, trzy – Młynarski - 4 Wochen (8. Oktober – 4. November) - Feel – Feel - 3 Wochen (5. November – 25. November, insgesamt 27 Wochen; → 2008) - Hey – MTV Unplugged - 4 Wochen (26. November – 23. Dezember, insgesamt 5 Wochen) - Verschiedene Interpreten – The Best Christmas Album... Ever! - 2 Wochen (24. Dezember 2007 – 6. Januar 2008) |

Die Angaben basieren auf den offiziellen Albumcharts der ZPAV.